# Боанца (Бакау)
Боанца (рум. Boanța) насеље је у Румунији у округу Бакау у општини Филипешти. Oпштина се налази на надморској висини од 169 m.

## Становништво
Према подацима из 2002. године у насељу је живело 181 становника, од којих су сви румунске националности.